# Wrzeście (gromada)
Wrzeście – dawna gromada, czyli najmniejsza jednostka podziału terytorialnego Polskiej Rzeczypospolitej Ludowej w latach 1954–1972.
Gromady, z gromadzkimi radami narodowymi (GRN) jako organami władzy najniższego stopnia na wsi, funkcjonowały od reformy reorganizującej administrację wiejską przeprowadzonej jesienią 1954 do momentu ich zniesienia z dniem 1 stycznia 1973, tym samym wypierając organizację gminną w latach 1954–1972.
Gromadę Wrzeście z siedzibą GRN we Wrześciu utworzono – jako jedną z 8759 gromad na obszarze Polski – w powiecie słupskim w woj. koszalińskim na mocy uchwały nr 43/54 WRN w Koszalinie z dnia 5 października 1954. W skład jednostki weszły obszary dotychczasowych gromad Wrzeście, Kępno, Wiklino, Lękwica, Lubuczewo (bez miejscowości Swochowo), Karzcino i Bukówka (bez miejscowości Żydzino) ze zniesionej gminy Lubuczewo w tymże powiecie. Dla gromady ustalono 12 członków gromadzkiej rady narodowej.
31 grudnia 1959 do gromady Wrzeście włączono wieś Żoruchowo ze zniesionej gromady Żelkowo oraz wsie Kukowo i Rogawica z gromady Damnica w tymże powiecie.
31 grudnia 1971 z gromady Wrzeście wyłączono wieś Żoruchowo, włączając ją do gromady Główczyce w tymże powiecie, po czym gromadę Wrzeście zniesiono, a jej (pozostały) obszar włączono do gromady Słupsk tamże.